# Saison 2015-2016 des Bucks de Milwaukee
La saison 2015-2016 des Bucks de Milwaukee est la 48e saison de la franchise en NBA.

## Draft
| Tour | Choix | Joueur                              | Poste | Nationalité | Provenance    |
| ---- | ----- | ----------------------------------- | ----- | ----------- | ------------- |
| 1    | 17    | Rashad Vaughn                       | PG    | États-Unis  | Rebels d'UNLV |
| 2    | 46    | Norman Powell (transféré à Toronto) | SG    | États-Unis  | Bruins d'UCLA |

## Pré-saison
| Pré-saison Total: 2-4 (Domicile : 1-2 ; Extérieur : 1-2) |

| Match | Date match | Équipe      | Score     | Meilleur marqueur         | Meilleur rebondeur       | Meilleur passeur             | Lieux Spectateurs               | Série |
| ----- | ---------- | ----------- | --------- | ------------------------- | ------------------------ | ---------------------------- | ------------------------------- | ----- |
| 1     | 6 octobre  | @ Chicago   | D 95-105  | Rashad Vaughn (20)        | Damien Inglis (9)        | Jorge Gutiérrez (7)          | United Center 21 199            | 0 - 1 |
| 2     | 10 octobre | Détroit     | D 88-117  | Greg Monroe (18)          | Greg Monroe (8)          | Gutiérrez, Vásquez (3)       | BMO Harris Bradley Center 7 350 | 0 - 2 |
| 3     | 13 octobre | @ Cleveland | V 110-101 | Monroe, Vaughn (19)       | Greg Monroe (13)         | O. J. Mayo (10)              | Quicken Loans Arena 18 624      | 1 - 2 |
| 4     | 17 octobre | Washington  | D 101-105 | Khris Middleton (21)      | John Henson (13)         | 3 joueurs (5)                | BMO Harris Bradley Center 4 716 | 1 - 3 |
| 5     | 20 octobre | Minnesota   | V 106-88  | Khris Middleton (17)      | Greg Monroe (12)         | Carter-Williams, Vásquez (5) | Kohl Center 12 381              | 2 - 3 |
| 6     | 23 octobre | @ Minnesota | D 108-112 | Yánnis Antetokoúnmpo (23) | Yánnis Antetokoúnmpo (7) | Jerryd Bayless (4)           | Target Center 10 101            | 2 - 4 |

## Saison régulière
| Saison régulière Total: 33-49 (Domicile : 23-18 ; Extérieur : 10-31) |

| Match | Date match | Équipe     | Score     | Meilleur marqueur         | Meilleur rebondeur       | Meilleur passeur             | Lieux Spectateurs                | Série |
| ----- | ---------- | ---------- | --------- | ------------------------- | ------------------------ | ---------------------------- | -------------------------------- | ----- |
| 1     | 28 octobre | New York   | D 97-122  | Greg Monroe (22)          | Greg Monroe (14)         | Greivis Vásquez (5)          | BMO Harris Bradley Center 18 717 | 0 - 1 |
| 2     | 31 octobre | Washington | D 113-118 | Yánnis Antetokoúnmpo (27) | Yánnis Antetokoúnmpo (9) | Michael Carter-Williams (11) | BMO Harris Bradley Center 13 858 | 0 - 2 |

| Match | Date match   | Équipe       | Score           | Meilleur marqueur             | Meilleur rebondeur        | Meilleur passeur             | Lieux Spectateurs                | Série  |
| ----- | ------------ | ------------ | --------------- | ----------------------------- | ------------------------- | ---------------------------- | -------------------------------- | ------ |
| 3     | 1er novembre | @ Toronto    | D 87-106        | Yánnis Antetokoúnmpo (20)     | Yánnis Antetokoúnmpo (9)  | Michael Carter-Williams (7)  | Centre Air Canada 19 800         | 0 - 3  |
| 4     | 2 novembre   | @ Brooklyn   | V 103-96        | Jerryd Bayless (26)           | Greg Monroe (13)          | Michael Carter-Williams (5)  | Barclays Center 12 576           | 1 - 3  |
| 5     | 4 novembre   | Philadelphie | V 91-87         | Khris Middleton (21)          | Greg Monroe (8)           | Greivis Vásquez (5)          | BMO Harris Bradley Center 12 437 | 2 - 3  |
| 6     | 6 novembre   | @ New York   | V 99-92         | Yánnis Antetokoúnmpo (20)     | Antetokoúnmpo, Monroe (7) | Greivis Vásquez (5)          | Madison Square Garden 19 812     | 3 - 3  |
| 7     | 7 novembre   | Brooklyn     | V 94-86         | Greg Monroe (20)              | Khris Middleton (9)       | Jerryd Bayless (10)          | BMO Harris Bradley Center 15 228 | 4 - 3  |
| 8     | 10 novembre  | Boston       | D 83-99         | Greg Monroe (17)              | Greg Monroe (14)          | Greg Monroe (4)              | BMO Harris Bradley Center 11 822 | 4 - 4  |
| 9     | 11 novembre  | @ Denver     | D 102-103       | Jerryd Bayless (22)           | Greg Monroe (10)          | Greivis Vásquez (9)          | Pepsi Center 9 403               | 4 - 5  |
| 10    | 14 novembre  | Cleveland    | V 108-105 (2OT) | Bayless, Carter-Williams (17) | Greg Monroe (17)          | Jerryd Bayless (5)           | BMO Harris Bradley Center 18 717 | 5 - 5  |
| 11    | 17 novembre  | @ Washington | D 86-115        | Khris Middleton (14)          | Bayless, Henson (6)       | Yánnis Antetokoúnmpo (7)     | Verizon Center 18 717            | 5 - 6  |
| 12    | 19 novembre  | @ Cleveland  | D 100-115       | Yánnis Antetokoúnmpo (33)     | Greg Monroe (8)           | Carter-Williams, Vásquez (5) | Quicken Loans Arena 20 562       | 5 - 7  |
| 13    | 21 novembre  | @ Indiana    | D 86-123        | Greg Monroe (10)              | Greg Monroe (14)          | 3 joueurs (3)                | Bankers Life Fieldhouse 17 137   | 5 - 8  |
| 14    | 23 novembre  | Detroit      | V 109-88        | Greg Monroe (20)              | Greg Monroe (13)          | Michael Carter-Williams (8)  | BMO Harris Bradley Center 12 319 | 6 - 8  |
| 15    | 25 novembre  | Sacramento   | D 118-129       | Antetokoúnmpo, Middleton (21) | John Henson (11)          | Greivis Vásquez (7)          | BMO Harris Bradley Center 14 120 | 6 - 9  |
| 16    | 27 novembre  | @ Orlando    | D 90-114        | Antetokoúnmpo, Bayless (17)   | Greg Monroe (8)           | Mayo, Middleton (4)          | Amway Center 16 317              | 6 - 10 |
| 17    | 29 novembre  | @ Charlotte  | D 82-87         | Khris Middleton (19)          | Greg Monroe (10)          | Bayless, Middleton (6)       | Time Warner Cable Arena 14 224   | 6 - 11 |
| 18    | 30 novembre  | Denver       | V 92-74         | Khris Middleton (19)          | Greg Monroe (10)          | Bayless, Middleton (6)       | BMO Harris Bradley Center 10 187 | 7 - 11 |

| Match | Date match  | Équipe           | Score     | Meilleur marqueur            | Meilleur rebondeur          | Meilleur passeur                   | Lieux Spectateurs                 | Série   |
| ----- | ----------- | ---------------- | --------- | ---------------------------- | --------------------------- | ---------------------------------- | --------------------------------- | ------- |
| 19    | 2 décembre  | @ San Antonio    | D 70-95   | Khris Middleton (19)         | Monroe, Parker (7)          | Michael Carter-Williams (4)        | AT&T Center 10 187                | 7 - 12  |
| 20    | 4 décembre  | @ Detroit        | D 95-102  | Khris Middleton (21)         | Greg Monroe (13)            | Bayless, Carter-Williams (5)       | Palace of Auburn Hills 16 963     | 7 - 13  |
| 21    | 5 décembre  | New York         | V 106-91  | Michael Carter-Williams (20) | Greg Monroe (14)            | Yánnis Antetokoúnmpo (6)           | BMO Harris Bradley Center 16 223  | 8 - 13  |
| 22    | 7 décembre  | Portland         | V 90-88   | Yánnis Antetokoúnmpo (17)    | Greg Monroe (12)            | Michael Carter-Williams (7)        | BMO Harris Bradley Center 14 389  | 9 - 13  |
| 23    | 9 décembre  | L. A. Clippers   | D 95-109  | Michael Carter-Williams (20) | Greg Monroe (10)            | Michael Carter-Williams (11)       | BMO Harris Bradley Center 14 224  | 9 - 14  |
| 24    | 11 décembre | @ Toronto        | D 83-90   | Khris Middleton (26)         | Middleton, Monroe (7)       | Michael Carter-Williams (6)        | Centre Air Canada 19 800          | 9 - 15  |
| 25    | 12 décembre | Golden State     | V 108-95  | Greg Monroe (28)             | Yánnis Antetokoúnmpo (12)   | Yánnis Antetokoúnmpo (10)          | BMO Harris Bradley Center 18 717  | 10 - 15 |
| 26    | 15 décembre | @ L. A. Lakers   | D 95-113  | Michael Carter-Williams (19) | Miles Plumlee (8)           | Antetokoúnmpo, Carter-Williams (5) | Staples Center 18 997             | 10 - 16 |
| 27    | 16 décembre | @ L. A. Clippers | D 90-103  | Carter-Williams, Mayo (17)   | Yánnis Antetokoúnmpo (11)   | Mayo, Middleton (6)                | Staples Center 19 060             | 10 - 17 |
| 28    | 18 décembre | @ Golden State   | D 112-121 | Michael Carter-Williams (24) | Greg Monroe (13)            | Greg Monroe (7)                    | Oracle Arena 19 596               | 10 - 18 |
| 29    | 20 décembre | @ Phoenix        | V 101-95  | Michael Carter-Williams (20) | Michael Carter-Williams (9) | Khris Middleton (7)                | Talking Stick Resort Arena 16 859 | 11 - 18 |
| 30    | 23 décembre | Philadelphie     | V 113-100 | Yánnis Antetokoúnmpo (22)    | Greg Monroe (6)             | Michael Carter-Williams (9)        | BMO Harris Bradley Center 15 754  | 12 - 18 |
| 31    | 26 décembre | Toronto          | D 90-111  | Khris Middleton (20)         | Greg Monroe (11)            | Khris Middleton (7)                | BMO Harris Bradley Center 16 329  | 12 - 19 |
| 32    | 28 décembre | @ Dallas         | D 93-103  | Jerryd Bayless (19)          | Greg Monroe (11)            | Jerryd Bayless (7)                 | American Airlines Center 20 300   | 12 - 20 |
| 33    | 29 décembre | @ Oklahoma City  | D 123-131 | Khris Middleton (36)         | Antetokoúnmpo, Monroe (10)  | Michael Carter-Williams (9)        | Chesapeake Energy Arena 18 203    | 12 - 21 |
| 34    | 31 décembre | @ Indiana        | V 120-116 | Khris Middleton (33)         | Michael Carter-Williams (7) | Michael Carter-Williams (8)        | Bankers Life Fieldhouse 16 348    | 13 - 21 |

| Match | Date match | Équipe        | Score          | Meilleur marqueur             | Meilleur rebondeur           | Meilleur passeur                   | Lieux Spectateurs                | Série   |
| ----- | ---------- | ------------- | -------------- | ----------------------------- | ---------------------------- | ---------------------------------- | -------------------------------- | ------- |
| 35    | 2 janvier  | @ Minnesota   | V 95-85        | Greg Monroe (19)              | Greg Monroe (10)             | Michael Carter-Williams (6)        | Target Center 14 107             | 14 - 21 |
| 36    | 4 janvier  | San Antonio   | D 98-123       | Khris Middleton (19)          | Monroe, Parker (8)           | Michael Carter-Williams (6)        | BMO Harris Bradley Center 18 418 | 14 - 22 |
| 37    | 5 janvier  | @ Chicago     | D 106-117      | Khris Middleton (26)          | Greg Monroe (12)             | Michael Carter-Williams (12)       | United Center 21 686             | 14 - 23 |
| 38    | 8 janvier  | Dallas        | V 96-95        | Khris Middleton (27)          | Monroe, Carter-Williams (12) | Michael Carter-Williams (12)       | BMO Harris Bradley Center 16 409 | 15 - 23 |
| 39    | 10 janvier | New York      | D 88-100       | Greg Monroe (28)              | Antetokoúnmpo, Monroe (10)   | Michael Carter-Williams (6)        | Madison Square Garden 19 812     | 15 - 24 |
| 40    | 12 janvier | Chicago       | V 106-101      | Yánnis Antetokoúnmpo (29)     | Greg Monroe (12)             | Khris Middleton (9)                | BMO Harris Bradley Center 16 867 | 16 - 24 |
| 41    | 13 janvier | @ Washington  | D 101-106      | Khris Middleton (25)          | Greg Monroe (12)             | Antetokoúnmpo, Carter-Williams (6) | Verizon Center 16 248            | 16 - 25 |
| 42    | 15 janvier | Atlanta       | V 108-101 (OT) | Yánnis Antetokoúnmpo (28)     | Yánnis Antetokoúnmpo (16)    | Michael Carter-Williams (7)        | BMO Harris Bradley Center 15 144 | 17 - 25 |
| 43    | 16 janvier | @ Charlotte   | V 105-92       | Khris Middleton (24)          | Yánnis Antetokoúnmpo (11)    | Jerryd Bayless (6)                 | Time Warner Cable Arena 18 288   | 18 - 25 |
| 44    | 19 janvier | @ Miami       | V 91-79        | Khris Middleton (22)          | Greg Monroe (10)             | Khris Middleton (7)                | American Airlines Arena 19 886   | 19 - 25 |
| 45    | 22 janvier | @ Houston     | D 98-102       | Middleton, Monroe (21)        | Michael Carter-Williams (12) | Khris Middleton (7)                | Toyota Center 17 196             | 19 - 26 |
| 46    | 23 janvier | @ New Orleans | D 99-116       | Middleton, Monroe (22)        | Greg Monroe (11)             | Carter-Williams, Middleton (5)     | Smoothie King Center 16 980      | 19 - 27 |
| 47    | 26 janvier | Orlando       | V 107-100      | Antetokoúnmpo, Middleton (25) | Greg Monroe (11)             | Khris Middleton (7)                | Amway Center 11 884              | 20 - 27 |
| 48    | 28 janvier | @ Memphis     | D 83-103       | Greg Monroe (21)              | Jabari Parker (8)            | Khris Middleton (6)                | FedExForum 15 244                | 20 - 28 |
| 49    | 29 janvier | Miami         | D 103-107      | Yánnis Antetokoúnmpo (28)     | Michael Carter-Williams (8)  | Antetokoúnmpo, Carter-Williams (6) | BMO Harris Bradley Center 17 846 | 20 - 29 |

| Match               | Date match  | Équipe       | Score           | Meilleur marqueur         | Meilleur rebondeur        | Meilleur passeur             | Lieux Spectateurs                | Série   |
| ------------------- | ----------- | ------------ | --------------- | ------------------------- | ------------------------- | ---------------------------- | -------------------------------- | ------- |
| 50                  | 1er février | @ Sacramento | D 104-111       | Greg Monroe (24)          | Greg Monroe (12)          | Michael Carter-Williams (13) | Sleep Train Arena 16 827         | 20 - 30 |
| 51                  | 2 février   | @ Portland   | D 95-107        | Khris Middleton (21)      | 3 joueurs (8)             | Antetokoúnmpo, Bayless (13)  | Moda Center 18 306               | 20 - 31 |
| 52                  | 5 février   | @ Utah       | D 81-84         | Khris Middleton (19)      | Greg Monroe (9)           | Michael Carter-Williams (4)  | Vivint Smart Home Arena 19 911   | 20 - 32 |
| 53                  | 9 février   | Boston       | V 112-111       | Greg Monroe (29)          | Greg Monroe (12)          | O.J. Mayo (6)                | BMO Harris Bradley Center 13 215 | 21 - 32 |
| 54                  | 11 février  | Washington   | V 99-92         | Khris Middleton (26)      | Yánnis Antetokoúnmpo (13) | Khris Middleton (9)          | BMO Harris Bradley Center 13 215 | 22 - 32 |
| All-Star Break 2016 |             |              |                 |                           |                           |                              |                                  |         |
| 55                  | 19 février  | Charlotte    | D 95-98         | Jabari Parker (23)        | Yánnis Antetokoúnmpo (11) | Khris Middleton (7)          | BMO Harris Bradley Center 16 370 | 22 - 33 |
| 56                  | 20 février  | @ Atlanta    | V 117-109 (2OT) | Jabari Parker (28)        | Jabari Parker (13)        | O.J. Mayo (6)                | Philips Arena 18 653             | 23 - 33 |
| 57                  | 22 février  | L. A. Lakers | V 108-101       | Yánnis Antetokoúnmpo (27) | Yánnis Antetokoúnmpo (10) | Yánnis Antetokoúnmpo (12)    | BMO Harris Bradley Center 11 639 | 24 - 33 |
| 58                  | 25 février  | @ Boston     | D 107-112       | Jabari Parker (22)        | Greg Monroe (8)           | Yánnis Antetokoúnmpo (8)     | TD Garden                        | 24 - 34 |
| 59                  | 27 février  | Détroit      | D 91-102        | Khris Middleton (26)      | Yánnis Antetokoúnmpo (12) | Yánnis Antetokoúnmpo (7)     | BMO Harris Bradley Center 17 165 | 24 - 35 |
| 60                  | 29 février  | Houston      | V 128-121       | Jabari Parker (36)        | Yánnis Antetokoúnmpo (17) | Yánnis Antetokoúnmpo (11)    | BMO Harris Bradley Center 13 214 | 25 - 35 |

| Match | Date match | Équipe        | Score     | Meilleur marqueur          | Meilleur rebondeur        | Meilleur passeur          | Lieux Spectateurs                | Série   |
| ----- | ---------- | ------------- | --------- | -------------------------- | ------------------------- | ------------------------- | -------------------------------- | ------- |
| 61    | 2 mars     | Indiana       | D 99-104  | Khris Middleton (23)       | Greg Monroe (7)           | Jerryd Bayless (5)        | BMO Harris Bradley Center 14 263 | 25 - 36 |
| 62    | 4 mars     | Minnesota     | V 116-101 | Khris Middleton (32)       | Yánnis Antetokoúnmpo (9)  | Yánnis Antetokoúnmpo (12) | BMO Harris Bradley Center 16 366 | 26 - 36 |
| 63    | 6 mars     | Oklahoma City | D 96-104  | Antetokoúnmpo, Parker (26) | Yánnis Antetokoúnmpo (12) | Yánnis Antetokoúnmpo (10) | BMO Harris Bradley Center 16 565 | 26 - 37 |
| 64    | 7 mars     | @ Chicago     | D 90-100  | Jerryd Bayless (20)        | Jabari Parker (11)        | Yánnis Antetokoúnmpo (10) | United Center 21 672             | 26 - 38 |
| 65    | 9 mars     | Miami         | V 114-108 | Yánnis Antetokoúnmpo (24)  | Greg Monroe (8)           | Khris Middleton (8)       | BMO Harris Bradley Center 15 005 | 27 - 38 |
| 66    | 12 mars    | New Orleans   | V 103-92  | Khris Middleton (19)       | Greg Monroe (11)          | Khris Middleton (8)       | BMO Harris Bradley Center 16 518 | 28 - 38 |
| 67    | 13 mars    | @ Brooklyn    | V 109-100 | Yánnis Antetokoúnmpo (28)  | Yánnis Antetokoúnmpo (11) | Yánnis Antetokoúnmpo (14) | Barclays Center 15 241           | 29 - 38 |
| 68    | 15 mars    | Toronto       | D 89-107  | Antetokoúnmpo, Parker (18) | Yánnis Antetokoúnmpo (12) | Yánnis Antetokoúnmpo (9)  | BMO Harris Bradley Center 13 522 | 29 - 39 |
| 69    | 17 mars    | Memphis       | V 96-86   | Yánnis Antetokoúnmpo (15)  | Greg Monroe (10)          | Yánnis Antetokoúnmpo (11) | BMO Harris Bradley Center 11 740 | 30 - 39 |
| 70    | 20 mars    | Utah          | D 85-94   | Jabari Parker (19)         | Jabari Parker (8)         | Yánnis Antetokoúnmpo (7)  | BMO Harris Bradley Center 14 124 | 30 - 40 |
| 71    | 21 mars    | @ Détroit     | D 91-92   | Khris Middleton (27)       | Yánnis Antetokoúnmpo (12) | Jerryd Bayless (6)        | Palace of Auburn Hills 13 577    | 30 - 41 |
| 72    | 23 mars    | @ Cleveland   | D 104-113 | Yánnis Antetokoúnmpo (24)  | Yánnis Antetokoúnmpo (6)  | Khris Middleton (11)      | Quicken Loans Arena 20 562       | 30 - 42 |
| 73    | 25 mars    | @ Atlanta     | D 90-101  | Jabari Parker (19)         | John Henson (10)          | Yánnis Antetokoúnmpo (4)  | Philips Arena 17 070             | 30 - 43 |
| 74    | 26 mars    | Charlotte     | D 91-115  | John Henson (19)           | John Henson (8)           | Tyler Ennis (12)          | BMO Harris Bradley Center 15 544 | 30 - 44 |
| 75    | 30 mars    | Phoenix       | V 105-94  | Khris Middleton (26)       | Khris Middleton (7)       | Yánnis Antetokoúnmpo (6)  | BMO Harris Bradley Center 15 733 | 31 - 44 |

| Match | Date match | Équipe         | Score          | Meilleur marqueur         | Meilleur rebondeur        | Meilleur passeur          | Lieux Spectateurs                | Série   |
| ----- | ---------- | -------------- | -------------- | ------------------------- | ------------------------- | ------------------------- | -------------------------------- | ------- |
| 76    | 1er avril  | Orlando        | V 113-110      | Jabari Parker (26)        | Yánnis Antetokoúnmpo (11) | Yánnis Antetokoúnmpo (11) | BMO Harris Bradley Center 16 268 | 32 - 44 |
| 77    | 3 avril    | Chicago        | D 98-102       | Yánnis Antetokoúnmpo (34) | Jabari Parker (11)        | Yánnis Antetokoúnmpo (9)  | BMO Harris Bradley Center 15 768 | 32 - 45 |
| 78    | 5 avril    | Cleveland      | D 80-109       | Yánnis Antetokoúnmpo (22) | Yánnis Antetokoúnmpo (14) | Yánnis Antetokoúnmpo (8)  | BMO Harris Bradley Center 15 061 | 32 - 46 |
| 79    | 8 avril    | @ Boston       | D 109-124      | Yánnis Antetokoúnmpo (27) | Greg Monroe (8)           | Tyler Ennis (11)          | TD Garden 18 624                 | 32 - 47 |
| 80    | 10 avril   | @ Philadelphie | V 109-108 (OT) | Khris Middleton (36)      | John Henson (10)          | Khris Middleton (9)       | Wells Fargo Center 16 267        | 33 - 47 |
| 81    | 11 avril   | @ Orlando      | D 98-107       | Greg Monroe (23)          | Miles Plumlee (13)        | Khris Middleton (7)       | Amway Center 18 374              | 33 - 48 |
| 82    | 13 avril   | Indiana        | D 92-97        | Yánnis Antetokoúnmpo (19) | Yánnis Antetokoúnmpo (9)  | Yánnis Antetokoúnmpo (5)  | BMO Harris Bradley Center 16 569 | 33 - 49 |

## Confrontations
| Conférence Est      | Conférence Est                             | Conférence Est                             | Conférence Est                             | Conférence Est                             | Conférence Ouest                           | Conférence Ouest                           | Conférence Ouest                           |
| Division Atlantique | Division Atlantique                        | Division Atlantique                        | Division Atlantique                        | Division Atlantique                        | Division Nord-Ouest                        | Division Nord-Ouest                        | Division Nord-Ouest                        |
| Équipe              | Domicile                                   | Domicile                                   | Extérieur                                  | Extérieur                                  | Équipe                                     | Domicile                                   | Extérieur                                  |
| ------------------- | ------------------------------------------ | ------------------------------------------ | ------------------------------------------ | ------------------------------------------ | ------------------------------------------ | ------------------------------------------ | ------------------------------------------ |
| Boston              | 83-99                                      | 112-111                                    | 107-112                                    | 109-124                                    | Denver                                     | 92-74                                      | 102-103                                    |
| Brooklyn            | 94-86                                      |                                            | 103-96                                     | 109-100                                    | Minnesota                                  | 116-101                                    | 95-85                                      |
| New York            | 97-122                                     | 106-91                                     | 99-92                                      | 88-100                                     | Oklahoma City                              | 96-104                                     | 123-131                                    |
| Philadelphie        | 91-87                                      | 113-100                                    | 109-108 (OT)                               |                                            | Portland                                   | 90-88                                      | 95-107                                     |
| Toronto             | 90-111                                     | 89-107                                     | 87-106                                     | 83-90                                      | Utah                                       | 85-94                                      | 81-84                                      |
|                     | 5–4                                        | 5–4                                        | 4–5                                        | 4–5                                        |                                            | 3–2                                        | 1–4                                        |
| Division            | 9–9                                        | 9–9                                        | 9–9                                        | 9–9                                        | Division                                   | 4–6                                        | 4–6                                        |
| Division Centrale   | Division Centrale                          | Division Centrale                          | Division Centrale                          | Division Centrale                          | Division Pacifique                         | Division Pacifique                         | Division Pacifique                         |
| Equipe              | Domicile                                   | Domicile                                   | Extérieur                                  | Extérieur                                  | Equipe                                     | Domicile                                   | Extérieur                                  |
| Chicago             | 106-101                                    | 98-102                                     | 106-117                                    | 90-100                                     | Golden State                               | 108-95                                     | 112-121                                    |
| Cleveland           | 108-105 (2OT)                              | 80-109                                     | 100-115                                    | 104-113                                    | L.A. Clippers                              | 95-109                                     | 90-103                                     |
| Detroit             | 109-88                                     | 91-102                                     | 95-102                                     | 91-92                                      | L.A. Lakers                                | 108-101                                    | 95-113                                     |
| Indiana             | 99-104                                     | 92-97                                      | 86-123                                     | 120-116                                    | Phoenix                                    | 105-94                                     | 101-95                                     |
|                     |                                            |                                            |                                            |                                            | Sacramento                                 | 118-129                                    | 104-111                                    |
|                     | 3–5                                        | 3–5                                        | 1–6                                        | 1–6                                        |                                            | 3–2                                        | 1–4                                        |
| Division            | 4-11                                       | 4-11                                       | 4-11                                       | 4-11                                       | Division                                   | 4-6                                        | 4-6                                        |
| Division Sud-Est    | Division Sud-Est                           | Division Sud-Est                           | Division Sud-Est                           | Division Sud-Est                           | Division Sud-Ouest                         | Division Sud-Ouest                         | Division Sud-Ouest                         |
| Equipe              | Domicile                                   | Domicile                                   | Extérieur                                  | Extérieur                                  | Equipe                                     | Domicile                                   | Extérieur                                  |
| Atlanta             | 108-101 (OT)                               |                                            | 117-109 (2OT)                              | 90-101                                     | Dallas                                     | 96-95                                      | 93-103                                     |
| Charlotte           | 95-98                                      | 91-115                                     | 82-87                                      | 105-92                                     | Houston                                    | 128-121                                    | 98-102                                     |
| Miami               | 103-107                                    | 114-108                                    | 91-79                                      |                                            | Memphis                                    | 96-86                                      | 83-103                                     |
| Orlando             | 107-100                                    | 113-110                                    | 90-114                                     | 98-107                                     | New Orleans                                | 103-92                                     | 99-116                                     |
| Washington          | 113-118                                    | 99-92                                      | 86-115                                     | 101-106                                    | San Antonio                                | 98-123                                     | 70-95                                      |
|                     | 5-4                                        | 5-4                                        | 3–6                                        | 3–6                                        |                                            | 4–1                                        | 0–5                                        |
| Division            | 8–10                                       | 8–10                                       | 8–10                                       | 8–10                                       | Division                                   | 4–6                                        | 4–6                                        |
| Conférence          | 21-30 (Domicile : 13–13; Extérieur: 8–17)  | 21-30 (Domicile : 13–13; Extérieur: 8–17)  | 21-30 (Domicile : 13–13; Extérieur: 8–17)  | 21-30 (Domicile : 13–13; Extérieur: 8–17)  | Conférence                                 | 12-18 (Domicile : 10–5 ; Extérieur : 2–14) | 12-18 (Domicile : 10–5 ; Extérieur : 2–14) |
| Total               | 33-49 (Domicile : 23–18; Extérieur: 10–31) | 33-49 (Domicile : 23–18; Extérieur: 10–31) | 33-49 (Domicile : 23–18; Extérieur: 10–31) | 33-49 (Domicile : 23–18; Extérieur: 10–31) | 33-49 (Domicile : 23–18; Extérieur: 10–31) | 33-49 (Domicile : 23–18; Extérieur: 10–31) | 33-49 (Domicile : 23–18; Extérieur: 10–31) |

## Effectif actuel
| Bucks de Milwaukee Effectif en fin de saison régulière |    |                        |                          |                   |
| Entraineur : Jason Kidd                                |    |                        |                          |                   |
| Ailier                                                 | 34 | Drapeau de la Grèce    | Yánnis Antetokoúnmpo (C) | Grèce             |
| Meneur                                                 | 19 | Drapeau des États-Unis | Jerryd Bayless           | Arizona           |
| Meneur                                                 | 5  | Drapeau des États-Unis | Michael Carter-Williams  | Syracuse          |
| Meneur                                                 | 11 | Drapeau du Canada      | Tyler Ennis              | Syracuse          |
| Ailier fort                                            | 31 | Drapeau des États-Unis | John Henson              | North Carolina    |
| Ailier                                                 | 17 | Drapeau de la France   | Damien Inglis            | France            |
| Arrière                                                | 3  | Drapeau des États-Unis | O. J. Mayo               | Californie du Sud |
| Ailier                                                 | 22 | Drapeau des États-Unis | Khris Middleton          | Texas A&M         |
| Pivot                                                  | 15 | Drapeau des États-Unis | Greg Monroe              | Georgetown        |
| Ailier, Ailier fort                                    | 6  | Drapeau des États-Unis | Steve Novak              | Marquette         |
| Ailier                                                 | 77 | Drapeau des États-Unis | Johnny O'Bryant          | Louisiane         |
| Ailier                                                 | 12 | Drapeau des États-Unis | Jabari Parker            | Duke              |
| Pivot, Ailier fort                                     | 18 | Drapeau des États-Unis | Miles Plumlee            | Duke              |
| Meneur                                                 | 21 | Drapeau du Venezuela   | Greivis Vásquez          | Maryland          |
| Meneur                                                 | 20 | Drapeau des États-Unis | Rashad Vaughn            | UNLV              |
| (C) Capitaine, Blessé                                  |    |                        |                          |                   |

## Contrats et salaires 2015-2016
| Joueur                  | Poste      | Âge        | Exp        | Contrat                | Salaire 2015-2016 | Fin du contrat |
| ----------------------- | ---------- | ---------- | ---------- | ---------------------- | ----------------- | -------------- |
| Joueurs actuels         |            |            |            |                        |                   |                |
| Yánnis Antetokoúnmpo    | SF         | 20         | 2          | 8 615 141 $ sur 3 ans  | 1 953 960 $       | 2017           |
| Jerryd Bayless          | PG         | 27         | 7          | 6 000 000 $ sur 2 ans  | 3 000 000 $       | 2016           |
| Michael Carter-Williams | PG         | 24         | 2          | 10 083 526 $ sur 4 ans | 2 399 040 $       | 2017           |
| Tyler Ennis             | PG         | 21         | 1          | 4 986 960 $ sur 3 ans  | 1 662 360 $       | 2018           |
| John Henson             | PF         | 24         | 3          | 12 733 181 $ sur 4 ans | 2 943 221 $       | 2016*          |
| Damien Inglis           | SF         | 20         | 1          | 2 655 431 $ sur 3 ans  | 855 000 $         | 2017           |
| O. J. Mayo              | SG         | 28         | 7          | 24 000 000 $ sur 3 ans | 8 000 000 $       | 2016           |
| Khris Middleton         | SF         | 24         | 3          | 70 000 000 $ sur 5 ans | 14 700 000 $      | 2020           |
| Greg Monroe             | C          | 25         | 5          | 51 437 513 $ sur 3 ans | 16 407 500 $      | 2018           |
| Steve Novak             | SF         | 32         | 9          | 424 903 $ sur 1 an     | 295 327 $         | 2016           |
| Johnny O'Bryant III     | C          | 22         | 1          | 2 425 490 $ sur 3 ans  | 845 059 $         | 2017           |
| Jabari Parker           | SF         | 20         | 1          | 15 457 320 $ sur 3 ans | 5 152 440 $       | 2018           |
| Miles Plumlee           | C          | 27         | 3          | 5 473 973 $ sur 4 ans  | 2 109 293 $       | 2016           |
| Greivis Vásquez         | PG         | 28         | 5          | 13 000 000 $ sur 2 ans | 6 600 000 $       | 2016           |
| Rashad Vaughn           | SG         | 19         | 0          | 3 544 080 $ sur 2 ans  | 1 733 040 $       | 2019           |
| Contrat de 10 jours     |            |            |            |                        |                   |                |
| Jared Cunningham        | SG         | 24         | 3          | -                      | 57 726 $          | -              |
| Joueurs coupés          |            |            |            |                        |                   |                |
| Larry Sanders           | C          | 27         | 4          | -                      | 1 865 546 $       | -              |
|                         |            |            |            |                        |                   |                |
| Total                   | Total      | Total      | Total      | Total                  | 70 579 512 $      | Différence     |
| Salary Cap              | Salary Cap | Salary Cap | Salary Cap | Salary Cap             | 70 000 000 $      | - 579 512 $    |
| Luxury Tax              | Luxury Tax | Luxury Tax | Luxury Tax | Luxury Tax             | 84 700 000 $      | 14 120 488 $   |

- 2016 = Joueur agent libre en fin de saison.
- 2016 = Joueur agent libre restreint en fin de saison.
- * = Joueur ayant son contrat qui se termine en fin de saison et ayant re-signé un contrat.

## Transferts

### Échanges
| Juin           | Juin                                      | Juin | Juin                   |
| -------------- | ----------------------------------------- | --- | ---------------------- |
| 11 juin 2015   | Échange à deux équipes                    | Échange à deux équipes | Échange à deux équipes |
| 11 juin 2015   | Vers Pistons de Détroit - Ersan İlyasova  | Vers Bucks de Milwaukee - Caron Butler - Shawne Williams                                                                  | [ 2 ]                  |
| 25 juin 2015   | Échange à deux équipes                    | Échange à deux équipes | Échange à deux équipes |
| 25 juin 2015   | Vers Bucks de Milwaukee - Greivis Vásquez | Vers Raptors de Toronto - Premier tour de draft 2016 (protégé) - Droits sur le 46e choix de la draft 2015 : Norman Powell | [ 3 ]                  |
| Juillet        |                                           | |                        |
| 9 juillet 2015 | Échange à deux équipes                    | Échange à deux équipes | Échange à deux équipes |
| 9 juillet 2015 | Vers Wizards de Washington - Jared Dudley | Vers Bucks de Milwaukee - Futur second tour de draft                                                                      | [ 4 ]                  |
| 9 juillet 2015 | Échange à deux équipes                    | |                        |
| 9 juillet 2015 | Vers Mavericks de Dallas - Zaza Pachulia  | Vers Bucks de Milwaukee - Futur second tour de draft                                                                      | [ 5 ]                  |

## Joueurs qui re-signent
| Date      | Joueur          | Contrat                                                                    | Référence |
| --------- | --------------- | -------------------------------------------------------------------------- | --------- |
| 9 juillet | Khris Middleton | Contrat de 70 000 000 $ sur 5 ans (Option joueur pour la saison 2019/2020) | [ 6 ]     |

### Arrivés

#### Via draft
| Date       | Joueur        | Draft                           | Contrat                                                                         | Provenance    | Référence |
| ---------- | ------------- | ------------------------------- | ------------------------------------------------------------------------------- | ------------- | --------- |
| 17 juillet | Rashad Vaughn | Draft 2015, Tour 1, choix no 17 | Contrat de 3 540 000 $ sur 2 ans (Option d’équipe pour les saisons 2017 à 2019) | Rebels d'UNLV | [ 7 ]     |

#### Via agent libre
| Date       | Joueur           | Contrat                                                                    | Provenance                     | Référence |
| ---------- | ---------------- | -------------------------------------------------------------------------- | ------------------------------ | --------- |
| 9 juillet  | Greg Monroe      | Contrat de 51 400 000 $ sur 3 ans (Option joueur pour la saison 2017-2018) | Pistons de Détroit             | [ 8 ]     |
| 29 juillet | Chris Copeland   | Contrat de 1 150 000 $ sur 1 an                                            | Pacers de l'Indiana            | [ 9 ]     |
| 21 février | Steve Novak      | Contrat de 424 903 $ sur 1 an                                              | Nuggets de Denver              | [ 10 ]    |
| 16 mars    | Jared Cunningham | Contrat de 10 jours                                                        | Stampede de l'Idaho (D-League) | [ 11 ]    |

### Départs

#### Via agent libre
| Date       | Joueur       | Contrat                                                                   | Vers ¹              | Référence |
| ---------- | ------------ | ------------------------------------------------------------------------- | ------------------- | --------- |
| 23 juillet | Caron Butler | Contrat de 3 000 000 $ sur 2 ans (Option joueur pour la saison 2016-2017) | Kings de Sacramento | [ 12 ]    |

¹ Il s'agit de l’équipe pour laquelle le joueur a signé après son départ, il a pu entre-temps changer d'équipe ou encore de pays.

#### Via Waived
| Date       | Joueur                       | Commentaire |
| ---------- | ---------------------------- | ----------- |
| 30 juin    | Caron Butler Shawne Williams | Libéré      |
| 22 février | Chris Copeland               | Libéré      |